# Животното (филм, 2001)
„Животното“ (на английски: The Animal) е американски научнофантастична комедия от 2001 г. на режисьора Люк Грийнфийлд, по сценарий на Роб Шнайдер и Том Брейди, и участват Шнайдер, Колийн Хаскел, Джон МакГинли, Гай Тори и Едуард Аснър.